# Carles Galtés de Ruan
Carles Galtés de Ruan, anomenat també mestre Carlí a Barcelona i Lleida i maestre Carlín a Sevilla, (Rouen, França, 1378 - Sevilla, 1448?) fou un arquitecte gòtic francès.

Coneixem la seva procedència per l'acta al Tribunal de les Coltellades del 20 de gener de 1413 als Llibres de Crims, on compareix per una baralla i que diu:
| « | ..mestre Carlí piquer, mestre de la Seu de Lleida natural de la ciutat de Ruan del regne de França.. | » |

Es va desplaçar a Barcelona per a treballar a la seva catedral, on va projectar en paper de pergamí, l'any 1408, les traces de la façana principal, que a pesar de no haver-se portat a terme, a la fi del segle xix la realització de la façana neogòtica es va executar per Josep Oriol Mestres inspirant-se en el seu projecte.
Va dirigir la construcció de la Seu Vella de Lleida des del 28 de març de 1410 fins a l'any 1427, segons la darrera documentació. La construcció del campanar i el seu tancament va ser obra d'ell.
A Sevilla va treballar a la seva catedral de l'època gòtica, coneixent-se-li amb el nom de maestre Carlín, documentat des del 25 de maig de 1435 amb el pagament de 1000 morabatís com mestre major i segueix sortint a diverses notes fins a 1448 que, a un document, s'indica que ja no habita la casa dels mestres majors de la catedral, creient-se que va ocórrer la seva mort per aquesta data.